# Fernando Afán de Ribera y Enríquez, Jr.
Fernando Afán de Ribera y Enríquez (Siviglia, 1614 – Palermo, 1633) è stato un poeta spagnolo.
Figlio di Fernando Afán de Ribera y Enríquez, Sr., fu autore di una celebre Fábula de Mirra (1631).